# Copa Kirin 2009
La Copa Kirin 2009 (en japonés: キリンカップサッカー 2009) fue la trigésima edición de la Copa Kirin, un torneo amistoso organizado por Japón. Se realizó del 27 de mayo al 31 de mayo de 2009.

## Sedes
| Osaka Chiba Tokio | Osaka Chiba Tokio   | Osaka Chiba Tokio         |
| Osaka             | Chiba               | Tokio                     |
| ----------------- | ------------------- | ------------------------- |
| Estadio Nagai     | Fukuda Denshi Arena | Estadio Olímpico de Tokio |
| Capacidad: 47 816 | Capacidad: 19 781   | Capacidad: 57 363         |
|                   |                     |                           |

## Participantes
| Confederación              | Selección |
| -------------------------- | --------- |
| AFC (Asia)                 | Japón     |
| Conmebol (América del Sur) | Chile     |
| UEFA (Europa)              | Bélgica   |

## Desarrollo
| 27 de mayo de 2009, 19:35 | Japón                                   | 4:0 (2:0) | Chile | Estadio Nagai, Osaka                                        |                                                             |
|                           | Okazaki 20' 24' · Abe 53' · Honda 90+2' | Reporte   |       | Asistencia: 43 531 espectadores Árbitro(s): Anders Hermanse | Asistencia: 43 531 espectadores Árbitro(s): Anders Hermanse |

| 29 de mayo de 2009, 19:00 | Bélgica       | 1:1 (1:1) | Chile     | Fukuda Denshi Arena, Chiba                             |                                                        |
|                           | Roelandts 16' | Reporte   | Medel 22' | Asistencia: 6 050 espectadores Árbitro(s): Minoru Tojo | Asistencia: 6 050 espectadores Árbitro(s): Minoru Tojo |

| 31 de mayo de 2009, 19:20 | Japón                                                | 4:0 (2:0) | Bélgica | Estadio Olímpico de Tokio, Tokio                       |                                                        |
|                           | Nagatomo 21' · Nakamura 23' · Okazaki 60' · Yano 77' | Reporte   |         | Asistencia: 42 520 espectadores Árbitro(s): Rob Styles | Asistencia: 42 520 espectadores Árbitro(s): Rob Styles |

## Tabla final
| Selección | Pts. | PJ | PG | PE | PP | GF | GC | Dif. |
| --------- | ---- | -- | -- | -- | -- | -- | -- | ---- |
| Japón     | 6    | 2  | 2  | 0  | 0  | 8  | 0  | 8    |
| Bélgica   | 1    | 2  | 0  | 1  | 1  | 1  | 5  | -4   |
| Chile     | 1    | 2  | 0  | 1  | 1  | 1  | 5  | -4   |

|                           |
| Bandera de Japón          |
| Campeón Japón 10.º título |